# جائزة ألمانيا الكبرى 2002
جائزة ألمانيا الكبرى 2002 (بالإنجليزية: 2002 German Grand Prix)‏ هو سباق فورمولا 1 أقيم بتاريخ 28 يوليو 2002 في حلبة هوكنهايم، ألمانيا. كان الثاني عشر من أصل 17 في بطولة العالم لسباقات الفورمولا واحد موسم 2002. حلّ الألماني مايكل شوماخر أولا بينما جاء الكولومبي خوان بابلو مونتويا في المركز الثاني وحصل على المركز الثالث الألماني رالف شوماخر.